# フランチェスコ・ブルエレ
フランチェスコ・ブルエレ（イタリア語: Francesco Bruyere 1980年8月27日 - ）は、イタリアのカルマニョーラ出身の柔道選手。階級は73kg級。身長180cm。

## 人物
1999年のヨーロッパジュニア66kg級で3位になった。2004年の世界学生73kg級では2位に入った。2005年の世界選手権では決勝まで進むも、ハンガリーのブラウン・アーコシュに敗れるが銀メダルを獲得した。2006年の嘉納杯では優勝を飾った。しかし、2008年の北京オリンピックには出場できなかった。その後階級を81kg級に上げるが、2012年のロンドンオリンピックにも出場できなかった。

## 主な戦績
- 1999年 - ヨーロッパジュニア　66kg級　3位

73kg級での戦績
- 2004年 - 世界学生　2位
- 2005年 - 世界選手権　2位
- 2006年 - 嘉納杯　優勝
- 2007年 - 嘉納杯　2位

81kg級での戦績
- 2010年 - ベルギー国際　優勝
- 2010年 - ワールドカップ・タリン　優勝
- 2010年 - ワールドカップ・マイアミ　優勝
- 2012年 - ワールドマスターズ　5位